# Княже (зупинний пункт)
Кня́же — пасажирський залізничний зупинний пункт Тернопільської дирекції Львівської залізниці на лінії Тернопіль — Львів між станціями Золочів (9 км) та Красне (16 км). Розташований біля села Княже Золочівського району Львівської області.

## Пасажирське сполучення
Приміське сполучення здійснюється електропоїздами за напрямком Львів/Красне — Золочів/Тернопіль.